# Perelisianka
Perelisianka (ukr. Перелісянка) – wieś na Ukrainie, w obwodzie żytomierskim, w rejonie nowogrodzkim. W 2001 roku liczyła 85 mieszkańców.